# 国際原料会議
1950年12月、朝鮮戦争に伴う軍備拡張の必要、気象原料の確保・割当と価格決定の問題などを協議するためアメリカ、イギリス領国の間に会談がもたれたが、その結果、国際原料の割当問題を討議する常置的な機関を置くことが考えられ、前記両国の他に、フランス、オーストラリア、ブラジル、カナダ、インド、イタリアおよび米州機構の各代表が構成委員となって中央原料割当委員会が組織された。この委員会のひらく国際的な会議が国際原料会議で、その統括下に品目別（鉛・亜鉛・硫黄・綿花）の分科委員会がある。
| サブスタブ | この項目は、まだ閲覧者の調べものの参照としては役立たない、書きかけの項目です。この項目を加筆・訂正などしてくださる協力者を求めています。このテンプレートは分野別のサブスタブテンプレートやスタブテンプレート（Wikipedia:分野別のスタブテンプレート参照）に変更することが望まれています。 |